# ستيفن إف. كيتينغ
ستيفن إف. كيتينغ (بالإنجليزية: Stephen F. Keating)‏ هو محامي أمريكي، ولد في 1918، وتوفي في 2001.